# Grace Aguilar
Grace Aguilar (ur. 2 czerwca 1816 w Hackney, zm. 15 września 1847 we Frankfurcie nad Menem) – brytyjska powieściopisarka, poetka i tłumaczka, autorka prac dotyczących dziejów Żydów. Była najstarszym dzieckiem małżeństwa sefardyjskich uchodźców z Portugalii, Emanuela i Sary (Sarah). Jej rodzice byli aktywni w londyńskiej hiszpańsko-portugalskiej gminie żydowskiej. Ona sama poświęciła swój talent literacki kultywowaniu religii i tradycji przodków. Anonimowy autor poświęcił jej elegię To the Memory of Grace Aguilar.

## Dzieła
- The Magic Wreath, 1835, poezja
- Records of Israel, 1844, proza
- The Women of Israel; or, Characters and Sketches from the Holy Scripture, 1845
- The Jewish Faith, 1846
- Home Influence 1847, proza
- The Vale of Cedars; or, The Martyr, 1850, proza
- Woman's Friendship, 1850, proza
- A Mother’s Recompense, 1851, proza
- The Days of Bruce, 1852, proza
- Home Scenes and Heart Studies, 1853, opowiadania